# Alfons Brosel i Jordà
Alfons Brosel i Jordà (Ger, 1953) és un escriptor i excursionista cerdà. Té una llarga trajectòria tant pel que fa a l'activisme cultural de la Cerdanya, en general i de Puigcerdà, més específicament.

## Biografia
Va ser cofundador de la Revista Rufaca de la qual fou membre del consell de redacció i autor de nombrosos articles i també de l'aspecte fotogràfic. Ha estat corresponsal del Diari El Punt a la Cerdanya. Va ser l'impulsor i creador de la Ruta Literària Ruiz Zafón, la primera ruta literària del municipi.
També va col·laborar a Ràdio Pirineus, on va ser cap dels serveis informatius durant els inicis de l'emissora així com col·laborador en el programa de la Cadena Ser-Ràdio Pirineus, L'hora L, amb una secció cultural dedicada principalment als llibres.
Durant diversos anys, ha coordinat i presentat el Club de Lectura a la Biblioteca Comtat de Cerdanya de Puigcerdà, amb participació d'escriptors de primera línia.
Entre el 2009 i el 2010, va ser el responsable de la contraportada d'El Periòdic d'Andorra dels caps de setmana donant veu amb entrevistes a personatges de Cerdanya i, a l'estiu, amb itineraris de muntanya.
Escriu habitualment en revistes de gran tirada d'àmbit estatal, com 'El Mundo de los Pirineos', 'Pyrenaica' o 'Descobrir Catalunya'; també ho fa en revistes d'àmbit més local, com ara Cadí-Pedraforca, Colors, Reclam, Blau.

## Excursionisme
La seva passió per la muntanya l'ha portat a recórrer en una infinitat d'ocasions tots el pics de Cerdanya —al Puigmal hi ha pujat més de 200 vegades— i a trepitjar tot el Pirineu del qual és un bon coneixedor. També s'ha mogut per les muntanyes dels Alps, els Dolomites, l'Atles, el Sistema Ibèric, els Picos de Europa, el Sistema Penibètic i els Andes argentins i xilens. Aquesta afició ha comportat que sigui autor de nombrosos llibres muntanyencs.

## Premis i reconeixements
Ha estat guanyador dels Jocs Florals de Cerdanya (anys 2010, 2011 i 2012) que se celebren a Alp i finalista d'aquest certamen (any 2009), en l'apartat de prosa. Distingit amb el premi Roser d'Or de la Vila de Puigcerdà. Medalla de l'Esport de la Generalitat, 2022.

## Publicacions
- La Cerdanya tots el cims. Institut d'Estudis Ceretans. Any 1994. Coautor (català)
- La Cerdanya guia montañera. Editorial Sua. Bilbao. Any 1996. Coautor (castellà)
- Andorra guia muntanyenca. Editorial Sua. Bilbao. Any 1998. Coautor (català i castellà)
- Cerdanya quaderns pirinencs. Editorial Sua. Bilbao. Any 2005 (català i castellà)
- Andorra quaderns pirinencs. Editorial Sua. Bilbao. Any 2006 (català i castellà)
- Cerdanya 224 itineraris. Editorial Sua. Bilbao. Any 2007. Coautor (català i castellà)
- Andorra. Els camins de l'Alba. Editorial Geo-Estel. Alpina. Any 2008 (català)
- Cadí Pedraforca. Parc Natural. Editorial Geo-Estel. Alpina. Any 2009 (català)
- Andorra 110 itineraris. Editorial Sua. Bilbao. Any 2009. Coautor (català i castellà)
- La Cerdanya amb raquetes. Editorial Geo-Estel. Alpina. Any 2009 (català)
- El massís del Carlit. Editorial Alpina. Any 2011 (català)
- El valle de Benasque. Editorial Alpina. Any 2011 (castellà)
- La Cerdanya íntima. Editorial Salòria. Any 2011 (català)
- XXVII Jocs Florals de Cerdanya, Alp. Editorial Salòria. Any 2011 (diversos autors)
- XXVIII Jocs Florals de Cerdanya, Alp. Editorial Salòria. Any 2012 (diversos autors)
- XXIX Jocs Florals de Cerdanya, Alp. Editorial Salòria. Any 2013 (diversos autors)
- La Muntanya escrita. Edicions Salòria, Garsineu Edicions, Associació Llibre del Pirineu. Any 2015 (diversos autors)
- Puigmal, Núria, Ulldeter. 30 excursions a peu. Cossetània Edicions/Editorial Alpina. Any 2016.
- Valle de Benasque. Parque Natural Posets-Maladeta. Editorial Alpina. Any 2016 (castellà)
- Alt Urgell, 17 excursions a peu. Cossetània Edicions. Any 2018
- Ripollès. Guies familiars Els camins de l'Alba. Editorial Alpina. Any 2018
- Andorra. Guies familiars Els camins de l'Alba. Editorial Alpina. Any 2019
- Santuaris i ermites de muntanya. Guies familiars. Indrets i paisatges. Editorial Alpina. Any 2020
- Valle de Benasque. Guies familiars. Els camins de l'Alba. Editorial Alpina. Any 2020
- El Pirineu per a grans i petits - Guies familiars - Indrets i paisatges - Editorial Alpina. Any 2022
- Andorra, la travessa circular - GRP - Cossetània Edicions/Editorial Alpina - Any 2022